# Гамбург-Гамм
Гамм (нім. Hamm) — частина району Гамбург-Центр вільного та ганзейського міста Гамбург. Колись це було передмістя вілл, бажане місце заможних купців. Воно перетворилося на одну з найбільш густонаселених частин міста в першій половині 20-го століття, перш ніж було майже повністю знищено під час Другої світової війни. Між 1951 і 2010 роками Гамм був поділений на три округи (Гамм-Північ, Гамм-Центр і Гамм-Південь). 1 січня 2011 року з ініціативи керівного комітету району (нім. Bezirkversammlung) вони були об’єднані в одну частину.